# Emmanuel Pottier
Pour les articles homonymes, voir Pottier.
Emmanuel Marie Joseph Léon Pottier, né le 16 décembre 1864 à Meslay-du-Maine, mort le 11 mars 1921 à Paris, est un photographe français.

## Biographie
Fils de cafetier, il commence sa carrière comme boulanger et  voyage à travers la France et l’Espagne jusqu’à la fin du XIXe siècle. Ce n’est que vers 1898 qu’il s’installe définitivement à Paris.

## Le photographe
A l'instar d'Eugène Atget qui est considéré comme le pionnier de la photographie documentaire, Pottier fait partie des opérateurs qui ont produit une iconographie importante sur le patrimoine de la capitale. On peut ainsi citer les photographes qui ont officié à la Commission du Vieux Paris à partir de 1898 : Ferdinand Roux, l’Union Photographique Française, Jean Barry, Henri Godefroy, Berthaud Frères, Albert Brichaut… L’engouement est tel que cette institution organise des concours entre 1903 et 1907, obtenant un certain succès.
À partir de 1899, le musée Carnavalet fait l’acquisition d’une première série de photographies. Les thèmes, que ce soit le vieux Paris pittoresque ou les motifs décoratifs, sont similaires à ceux d'Eugène Atget. Pottier publie ces œuvres en cartes postales avec la mention Collection du Vieux Paris Pittoresque & Artistique, à l’heure où la carte postale est en plein essor. Par la suite il proposera ces clichés à la Bibliothèque historique de la ville de Paris.

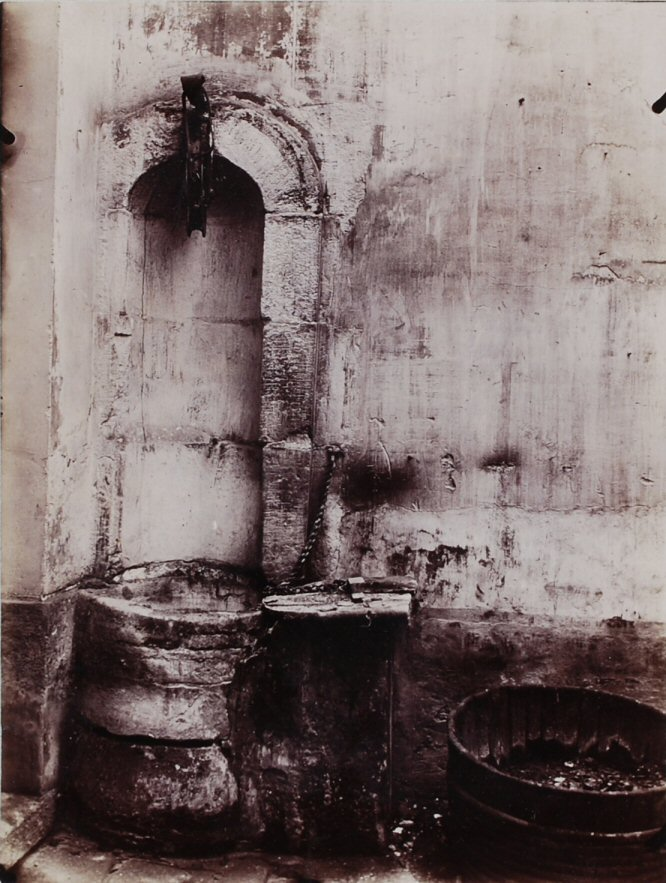
Vieux puits, 11 rue de Savoie, Paris 6e (Septembre 1899) Musée Carnavalet
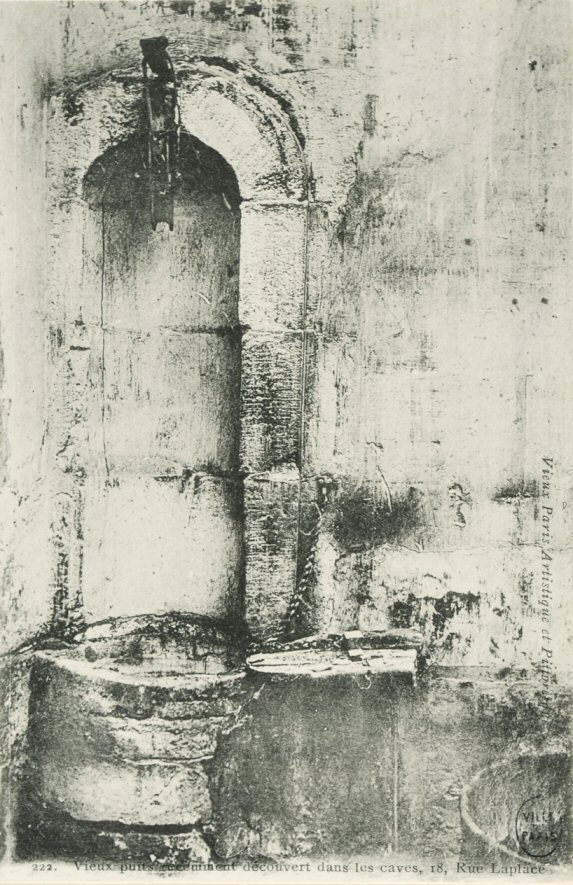
Vieux puits, 11 rue de Savoie, Paris 6e (Septembre 1899) Musée Carnavalet
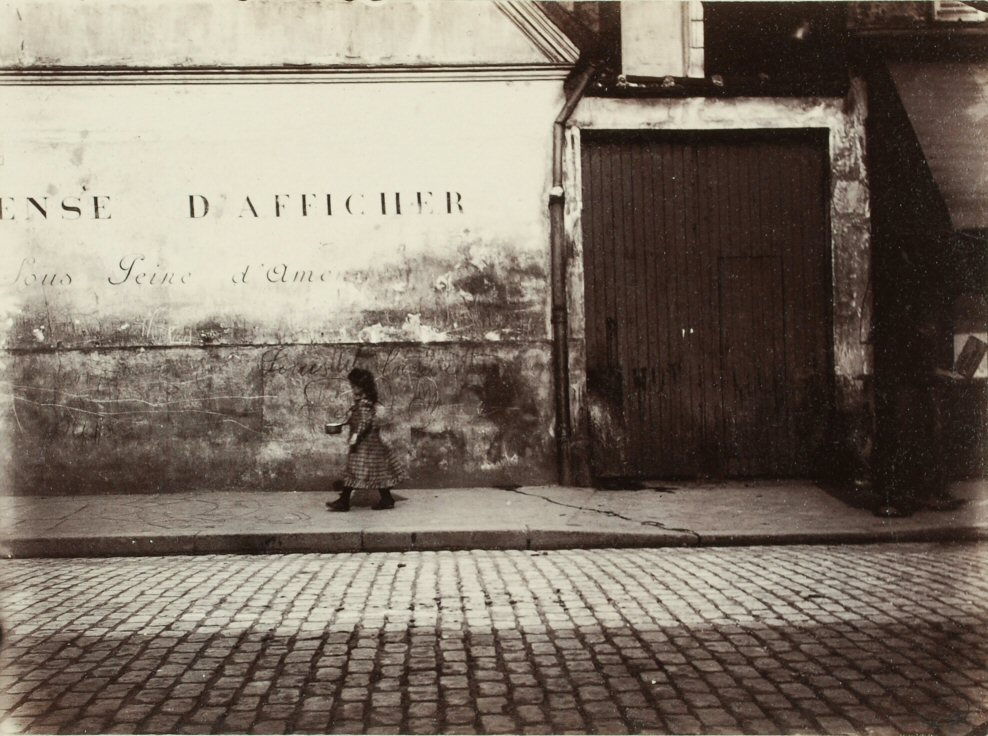
Remise de la guillotine, 60 rue de la Folie-Regnault, Paris 11e (août 1901) Musée Carnavalet